# Владимирське
Влади́мирське (рос. Владимирское, марій. Басурман) — село у складі Гірськомарійського району Марій Ел, Росія. Входить до складу Червоноволзького сільського поселення.

## Населення
Населення — 27 осіб (2010; 31 у 2002).
Національний склад (станом на 2002 рік):
- росіяни — 94 %